# Plasa Slobozia, județul Bălți
Plasa Slobozia Bălți a fost o unitate administrativ-teritorială din perioada interbelică, în județul Bălți  din România.
Plasa Slobozia Bălți avea (la 1930) 110 localități:
| Nr. crt. | Denumire localitate | Tip                                     | Raionul în care se află în prezent |
| -------- | ------------------- | --------------------------------------- | ---------------------------------- |
| 1        | Alacai              | comună                                  |                                    |
| 2        | Alexandreni-Târg    | comună                                  |                                    |
| 3        | Alexandria          | comună                                  |                                    |
| 4        | Antoneni            | comună                                  |                                    |
| 5        | Băceni              | comună                                  |                                    |
| 6        | Bălășești           | comună                                  | Raionul Sîngerei                   |
| 7        | Biliceni            | comună                                  |                                    |
| 8        | Bilicenii-Noui      | comună                                  |                                    |
| 9        | Bilieni             | comună                                  |                                    |
| 10       | Bobletici           | comună                                  | Raionul Sîngerei                   |
| 11       | Bocancea-Schit      | comună                                  | Raionul Sîngerei                   |
| 12       | Bocani              | comună                                  | Raionul Fălești                    |
| 13       | Bondărești          | sat în comuna Zgărdești                 | Raionul Telenești *****            |
| 14       | Brejeni             | sat în comuna Ciuciuieni                | Raionul Sîngerei                   |
| 15       | Bursuceni           | comună                                  | Raionul Sîngerei                   |
| 16       | Cămăreni            | comună                                  |                                    |
| 17       | Câșla, Telenești    | comună                                  | Raionul Telenești                  |
| 18       | Chirileni           | comună                                  | Raionul Sîngerei                   |
| 19       | Chișcăreni          | comună                                  | Raionul Sîngerei                   |
| 20       | Ciofu               | comună                                  | Raionul Telenești                  |
| 21       | Ciuciueni           | comună                                  | Raionul Sîngerei                   |
| 22       | Ciuluc              | sat în comuna Egorovca, Fălești         | Raionul Fălești                    |
| 23       | Ciulucani           | comună                                  | Raionul Telenești                  |
| 24       | Coada-Iazului       | sat în comuna Bilicenii Vechi, Sîngerei | Raionul Sîngerei                   |
| 25       | Copăceni            | comună                                  | Raionul Sîngerei                   |
| 26       | Coșcodeni           | comună                                  | Raionul Sîngerei                   |
| 27       | Cotingenii-Mici     | comună                                  | Raionul Sîngerei                   |
| 28       | Cozești             | sat în comuna Grigorăuca, Sîngerei      | Raionul Sîngerei                   |
| 29       | Cubolta             | comună                                  | Raionul Sîngerei                   |
| 30       | Cucioaia            | comună                                  | Raionul Telenești                  |
| 31       | Cuza-Vodă           | comună                                  |                                    |
| 32       | Dobrogea-Nouă       | sat în comuna Dobrogea Veche, Sîngerei  | Raionul Sîngerei                   |
| 33       | Doltu               | sat în comuna Ișcălău, Fălești          | Raionul Fălești                    |
| 34       | Drăgănești          | comună                                  | Raionul Sîngerei                   |
| 35       | Dumbrăvița          | comună                                  | Raionul Sîngerei                   |
| 36       | Ezerenii-Noui       | sat în comuna Iezărenii Vechi, Sîngerei | Raionul Sîngerei                   |
| 37       | Ezerenii-Vechi      | comună                                  | Raionul Sîngerei                   |
| 38       | Flămânzeni          | sat în comuna Coșcodeni, Sîngerei       | Raionul Sîngerei                   |
| 39       | Frățești            | comună                                  |                                    |
| 40       | Funduri             | comună                                  |                                    |
| 41       | Funduri-Noui        | comună                                  |                                    |
| 42       | Gavrilești          | comună                                  |                                    |
| 43       | Ghiliceni           | comună                                  | Raionul Telenești                  |
| 44       | Ghinești            | comună                                  |                                    |
| 45       | Glingeni            | comună                                  |                                    |
| 46       | Grigoreni           | comună                                  |                                    |
| 47       | Grinăuți            | comună                                  | Raionul Rîșcani                    |
| 48       | Gura-Oituz          | sat în comuna Cotiujenii Mici, Sîngerei | Raionul Sîngerei                   |
| 49       | Hăsnășenii-Mari     | comună                                  | Raionul Drochia                    |
| 50       | Hăsnășenii-Noui     | comună                                  | Raionul Drochia                    |
| 51       | Heciu-Nou           | comună                                  | Raionul Sîngerei                   |
| 52       | Heciu-Vech          | sat în comuna Alexăndreni, Sîngerei     | Raionul Sîngerei                   |
| 53       | Hiliuții-Noui       | comună                                  |                                    |
| 54       | Ion-Brătianu        | comună                                  |                                    |
| 55       | Ion-Creangă         | comună                                  |                                    |
| 56       | Iscălău-Vechi       | comună                                  | Raionul Fălești                    |
| 57       | Lipovanca           | sat în comuna Bilicenii Noi, Sîngerei   | Raionul Sîngerei                   |
| 58       | Lisaveta            | comună                                  |                                    |
| 59       | Măgura              | sat în comuna Pietrosu, Fălești         | Raionul Fălești                    |
| 60       | Măgura-Nouă         | sat în comuna Pietrosu, Fălești         | Raionul Fălești                    |
| 61       | Măgurele            | comună                                  | Raionul Ungheni                    |
| 62       | Mărăndeni           | comună                                  | Raionul Fălești                    |
| 63       | Mândrești           | comună                                  | Raionul Telenești                  |
| 64       | Mândreștii-Noui     | sat în comuna Bilicenii Noi, Sîngerei   | Raionul Sîngerei                   |
| 65       | Mihăilești          | comună                                  | Raionul Sîngerei *****             |
| 66       | Moara-de-Piatră     | comună                                  | Raionul Drochia                    |
| 67       | Nătăleni            | comună                                  |                                    |
| 68       | Nicoleanca          | comună                                  |                                    |
| 69       | Nicolina            | comună                                  |                                    |
| 70       | Opinca              | comună                                  |                                    |
| 71       | Pălăria             | sat în comuna Țambula, Sîngerei         | Raionul Sîngerei                   |
| 72       | Pârliți             | comună                                  |                                    |
| 73       | Pelinia             | comună                                  | Raionul Drochia                    |
| 74       | Pepeni              | comună                                  | Raionul Sîngerei                   |
| 75       | Petrești            | comună                                  | Raionul Ungheni                    |
| 76       | Petrosu             | comună                                  |                                    |
| 77       | Pompa               | comună                                  | Raionul Fălești                    |
| 78       | Pravila-de-Sus      | comună                                  |                                    |
| 79       | Prepelița           | comună                                  | Raionul Sîngerei                   |
| 80       | Rădoaia             | comună                                  | Raionul Sîngerei                   |
| 81       | Răuțel              | comună                                  | Raionul Fălești                    |
| 82       | Răzălăi             | sat în comuna Pepeni, Sîngerei          | Raionul Sîngerei                   |
| 83       | Săcăreni            | comună                                  |                                    |
| 84       | Sângerei            | oraș                                    | Raionul Sîngerei                   |
| 85       | Sângereii-Noui      | sat în orașul Sîngerei                  | Raionul Sîngerei                   |
| 86       | Sârbești            | sat în comuna Ciutulești, Florești      | Raionul Florești                   |
| 87       | Sferdiac            | comună                                  |                                    |
| 88       | Sinadeni            | comună                                  |                                    |
| 89       | Singureni           | comună                                  | Raionul Rîșcani                    |
| 90       | Slăveanca           | comună                                  |                                    |
| 91       | Slobozia-Bălți      | comună                                  |                                    |
| 92       | Slobozia-Chișcăreni | sat în comuna Chișcăreni, Sîngerei      | Raionul Sîngerei                   |
| 93       | Slobozia-Măgura     | sat în comuna Bursuceni, Sîngerei       | Raionul Sîngerei                   |
| 94       | Sofia               | comună                                  | Raionul Drochia                    |
| 95       | Strâmba             | comună                                  |                                    |
| 96       | Strâmba-Nouă        | comună                                  |                                    |
| 97       | Sturzești           | comună                                  | Raionul Rîșcani                    |
| 98       | Ștefănești          | comună                                  | Raionul Florești                   |
| 99       | Tăura-Nouă          | sat în comuna Tăura Veche, Sîngerei     | Raionul Sîngerei                   |
| 100      | Tăura-Veche         | comună                                  | Raionul Sîngerei                   |
| 101      | Trifăneștii-Noui    | sat în comuna Heciul Nou, Sîngerei      | Raionul Sîngerei ****              |
| 102      | Țambula             | comună                                  | Raionul Sîngerei                   |
| 103      | Țăpeni              | comună                                  |                                    |
| 104      | Țiplești            | sat în comuna Alexăndreni, Sîngerei     | Raionul Sîngerei                   |
| 105      | Țiplițești          | sat în comuna Alexăndreni, Sîngerei     | Raionul Sîngerei                   |
| 106      | Valea-lui-Vlad      | sat în comuna Dumbrăvița, Sîngerei      | Raionul Sîngerei                   |
| 107      | Valea-Rădoaiei      | sat în comuna Nicolaevca, Florești      | Raionul Florești                   |
| 108      | Vladimirești        | sat în comuna Copăceni, Sîngerei        | Raionul Sîngerei                   |
| 109      | Vrănești            | comună                                  | Raionul Sîngerei                   |
| 110      | Zgărdești           | comună                                  | Raionul Telenești                  |